# Íránská kuchyně
Íránská kuchyně je složena z tradičních kulinářských postupů na území Íránu. Častý je i termín perská kuchyně, přestože jsou Peršané jen jednou z několika etnických skupin, které z Íránu pocházejí a přispěli ke kulinářské kultuře.

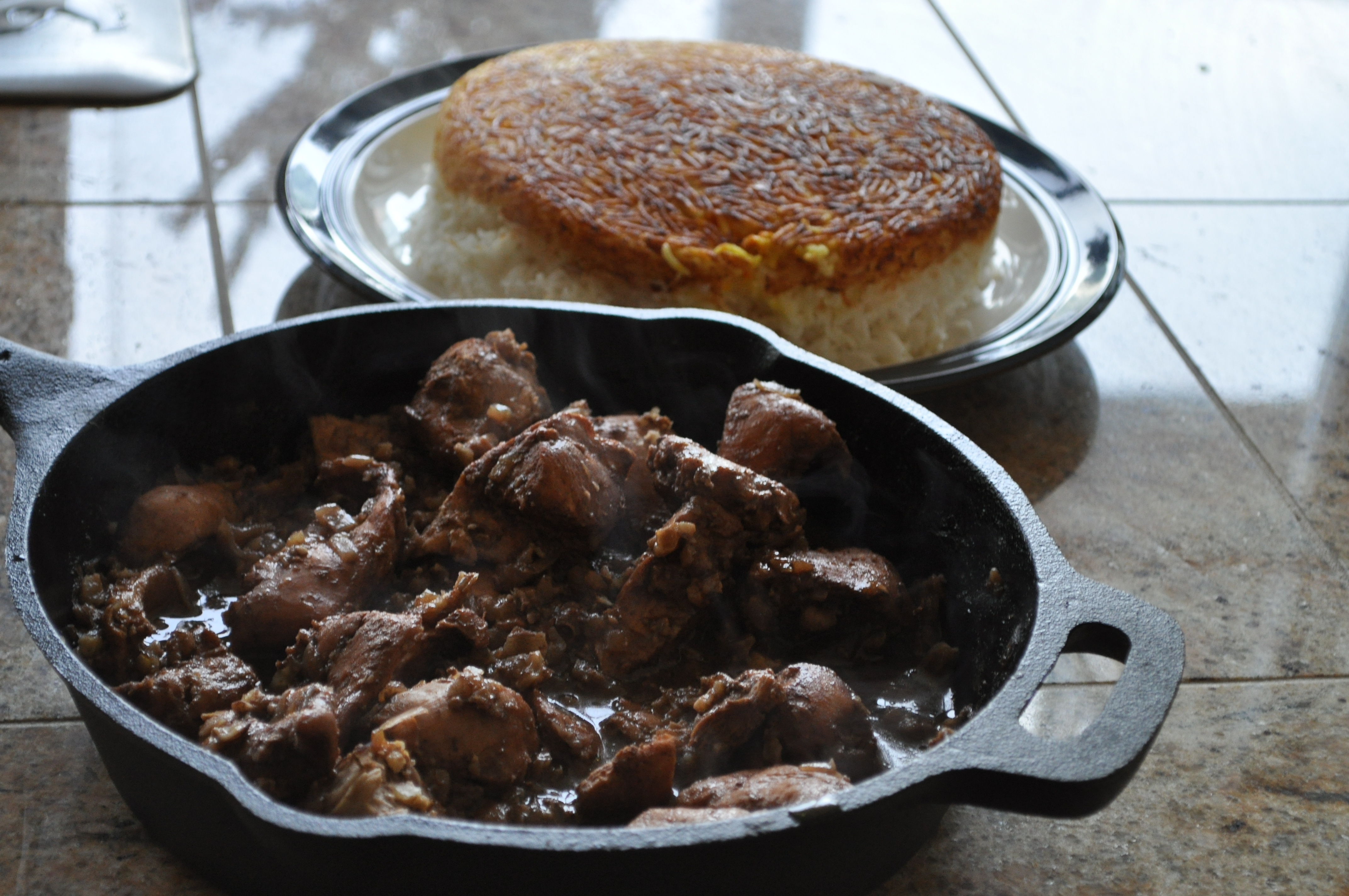
Fesendžán

Íránská kulinářská kultura se historicky ovlivňovala s kuchyněmi sousedních regionů, včetně kavkazské kuchyně, turecké kuchyně, kuchyně z Levanty (součást i arabské kuchyně), řecké kuchyně, středoasijské kuchyně a ruské kuchyně. Prostřednictvím perské středoasijské Mughalské dynastie se aspekty íránské kuchyně dostaly také do severoindické a pákistánské kuchyně.
Typickými íránskými hlavními pokrmy jsou různé kombinace rýže s masem, zeleninou a ořechy. Často jsou používány i bylinky spolu s plody jako švestky (včetně sušených), granátová jablka, kdoule, meruňky a rozinky. Charakteristické íránské aromatické látky či koření jsou šafrán, sušená limeta, skořice, kurkuma a petržel. Ty jsou míchány a používají se v mnoha různých pokrmech. Rozšířena je také pec tandúr, známá v celém regionu.
Mimo Írán se íránská kuchyně nachází zejména v multikulturních místech jako je Londýn, Los Angeles, San Francisco Bay Area a Toronto,, kde žije významný počet íránských přistěhovalců. Zejména Los Angeles a okolí jsou domovem mnoha íránských restaurací.